# Vuohisaari (ö i Södra Savolax, S:t Michel, lat 61,40, long 28,20)
Vuohisaari är en ö i Finland. Den ligger i sjön Saimen och i kommunen Puumala i den ekonomiska regionen  S:t Michel och landskapet Södra Savolax, i den södra delen av landet, 220 km nordost om huvudstaden Helsingfors. Öns area är 16,7 hektar och dess största längd är 0,6 kilometer i öst-västlig riktning.